# Ogiges
En la mitología griega Ogiges u Ógigo (en griego antiguo, Ὠγύγης u Ὤγυγος) fue el primer rey de Beocia y de Ática. En Beocia ocurrió en su tiempo el diluvio universal que fue designado después de él como la inundación ogígica. 

### Orígenes
Al menos una fuente nos dice que hubo un rey previo a Ógigo, y ese fue Calidno.  Según algunos estudiosos, la palabra ogigio u ogígico (Ὠγύγιος), pudiera significar «primigenio», «de tiempos ancestrales» o también «gigantesco».  Otros consideran a Ógeno una variación gráfica de Océano.  Muchos dicen era un autóctono de Beocia, otros alegan que era hijo de Poseidón y una tal Alistra, o bien del epónimo Beoto. Incluso otros más lo hacen uno de los titanes.  Según Flavio Josefo, el nombre de «ógiges» fue dado a un viejo árbol —un terebinto o una encina— de Hebrón. El autor compara Ógigo con Og, personaje bíblico, que es apodado Ogias el gigante.  Otra versión, cuyo texto está corrupto, dice que Ogigias nació de la unión entre Zeus y Eurínome, la esposa de Asopo.

### Rey de los ectenas
Pausanias nos dice que la tierra de Tebas la habitaron por primera vez los ectenas y que fue rey de los ectenas un autóctono llamado Ógigo, por el que la mayoría de los poetas le dan a Tebas el sobrenombre de Ogigia. Dicen que éstos murieron de una peste, y que después de los ectenas se establecieron en la región los hiantes y los aones, que según a juicio del autor eran estirpes beocias y no extranjeras.
Africano también nos cuenta su versión. Ógigo era rey de los ectenas, quienes fueron los primeros en ocupar Beocia, pero él y su gente se asentaron más tarde en la zona conocida entonces como Acte. Posteriormente, la tierra se llamó Ogigia en su honor, pero más tarde fue conocida como el monte Atos. Africano también dice que Ógiges fundó Eleusis y que también vivió durante el tiempo del Éxodo bíblico de la casa de Israel. A juicio del autor «la inundación ogígica ocurrió en Ática, cuando Foroneo era rey de Argos, como relata Acusilao». También compara el diluvio ogígico con el bíblico y lo sitúa en el año 1793 a. C.

### Descendenia
En cuanto a su descendencia, la Suda dice que Ógigo fue padre de Cadmo y Fénix.  Ógigo se había desposado con Tebe, divinidad epónima de Tebas. Fue padre de al menos un hijo, Eleusino, y además de tres hijas: Áulide, Alalcomenia y Telxinia.  Otros dicen que la ninfa Praxídice, hija de Ogigo, se desposó con Tremiles, epónimo de Tremile en Licia. Hijos de Tremiles y Praxídice fueron Janto, Tloo, Pínaro y Crago.